# Gemboyah
Gemboyah is een bestuurslaag in het regentschap Aceh Tengah van de provincie Atjeh, Indonesië. Gemboyah telt 917 inwoners (volkstelling 2010).